# Stadsjord
Stadsjord är den del av staden som historiskt sett användes av borgarna i städerna för åkerbruk, betesmark, skogsbruk med mera. Städerna kunde därför till viss del vara självförsörjande på spannmål.
Stadsjordarna kunde vara omfattande och samtliga svenska städer hade tillgång till land. Staten, eller kungamakten, kunde dessutom utöka städernas jordar om man ansåg att det behövdes för försörjningen. Expansionen av tätorter under 1900-talet skedde i många fall inom stadsjordarna som då förlorat sin betydelse för jordbruket och blev en viktig resurs för nya bostadsområden i Sverige under miljonprogrammet.